# Транспорт Тринідаду і Тобаго
Транспорт Тринідаду і Тобаго представлений автомобільним , повітряним , водним (морським)  і трубопровідним , у населених пунктах  та у міжміському сполученні діє громадський транспорт пасажирських перевезень. Площа країни дорівнює 5 128 км² (174-те місце у світі). Форма території країни — архіпелажна, у найбільшого острова (Тринідад) — складна; максимальна дистанція країни з північного сходу на південний захід — 200 км, найбільшого острова з півночі на південь — 80 км, зі сходу на захід — 100 км. Географічне положення Тринідаду і Тобаго дозволяє контролювати морські транспортні шляхи між акваторіями Карибського моря та північної частини Атлантики, підходи до внутрішніх водних шляхів Венесуели через дельту Ориноко.

## Автомобільний
Загальна довжина автошляхів у Тринідаді і Тобаго, станом на 2001 рік, дорівнює 8 320 км, з яких 4 252 км із твердим покриттям і 4 068 км без нього (140-ве місце у світі).

## Повітряний
У країні, станом на 2013 рік, діє 4 аеропорти (187-ме місце у світі), з них 2 із твердим покриттям злітно-посадкових смуг і 2 із ґрунтовим. Аеропорти країни за довжиною злітно-посадкових смуг розподіляються наступним чином (у дужках окремо кількість без твердого покриття):
- довші за 10 тис. футів (>3047 м) — 1 (0);
- від 10 тис. до 8 тис. футів (3047-2438 м) — 1 (0);
- від 5 тис. до 3 тис. футів (1523—914 м) — 0 (1);
- коротші за 3 тис. футів (<914 м) — 0 (1)[1].

У країні, станом на 2015 рік, зареєстроване 1 авіапідприємство, яке оперує 17 повітряними суднами. За 2015 рік загальний пасажирообіг на внутрішніх і міжнародних рейсах становив 2,6 млн осіб. За 2015 рік повітряним транспортом було перевезено 43,2 млн тонно-кілометрів вантажів (без врахування багажу пасажирів).
Тринідад і Тобаго є членом Міжнародної організації цивільної авіації (ICAO). Згідно зі статтею 20 Чиказької конвенції про міжнародну цивільну авіацію 1944 року, Міжнародна організація цивільної авіації для повітряних суден країни, станом на 2016 рік, закріпила реєстраційний префікс — 9Y, заснований на радіопозивних, виділених Міжнародним союзом електрозв'язку (ITU). Аеропорти Тринідаду і Тобаго мають літерний код ІКАО, що починається з — TT.

## Водний

### Морський
Головні морські порти країни: Пойнт-Фортін, Пойнт-Лісас, Порт-оф-Спейн, Скарборо. Нафтовий термінал в Галеота-Пойнт. СПГ-термінал для експорту скрапленого природного газу діє в порту Пойнт-Фортін.
Морський торговий флот країни, станом на 2010 рік, складався з 4 морських суден з тоннажем більшим за 1 тис. реєстрових тонн (GRT) кожне (131-ше місце у світі), з яких: пасажирських суден — 1, вантажно-пасажирських суден — 2, нафтових танкерів — 1.
Станом на 2010 рік, кількість морських торгових суден, що зареєстровані під прапорами інших країн — 2 (невстановленої приналежності).

## Трубопровідний
Загальна довжина газогонів у Тринідаді і Тобаго, станом на 2013 рік, становила 1 835 км; нафтогонів — 587 км.

## Державне управління
Держава здійснює управління транспортною інфраструктурою країни через міністерство транспорту. Станом на 5 травня 2015 року міністерство в уряді Камли Персад-Біссессара очолював Стівен Кадіз.

### Українською
- Атлас. 10-11 клас. Економічна і соціальна географія світу / упорядники :  О. Я. Скуратович, Н. І. Чанцева. — К. : ДНВП «Картографія», 2010. — ISBN 978-966-475-639-3.
- Атлас світу / голов. ред. І. С. Руденко ; зав. ред. В. В. Радченко ; відп. ред. О. В. Вакуленко. — К. : ДНВП «Картографія», 2005. — 336 с. — ISBN 9666315467.
- Безуглий В. В. Економічна і соціальна географія зарубіжних країн : Навчальний посібник. — К. : ВЦ «Академія», 2007. — 704 с. — ISBN 978-966-580-239-6.
- Безуглий В. В., Козинець С. В. Регіональна економічна і соціальна географія світу : Навчальний посібник. — видання 2-ге, доп., перероб. — К. : ВЦ «Академія», 2007. — 688 с. — ISBN 966-580-144-9.
- Головченко В., Кравчук О. Країнознавство: Азія, Африка, Латинська Америка, Австралія і Океанія. — К., 2006. — 335 с. — ISBN 966-8939-04-2.
- Дахно І. І. Країни світу: Енциклопедичний довідник / І. І. Дахно, С. М. Тимофієв. — К. : Мапа, 2011. — 606 с. — (Бібліотека нового українця) — ISBN 978-966-8804-23-6.
- Дахно І. І. Економічна географія зарубіжних країн : навчальний посібник. — К. : Центр учбової літератури, 2014. — 319 с. — ISBN 978-611-01-0682-5.
- Дорошенко В. І. Географія транспорту : Навчальний посібник / В. І. Дорошенко, К. Д. Діденко. — К. : Київський нац. ун-т ім. Т. Шевченка, 2010. — 183 с. — ISBN 978-966-439-329-1.
- Дубович І. А. Країнознавчий словник-довідник. — 5-те вид., перероб. і доп. — К. : Знання, 2008. — 839 с. — ISBN 978-966-346-330-8.
- Економічна і соціальна географія країн світу : Навчальний посібник / За ред. С. П. Кузика. — Л. : Світ, 2002. — 672 с. — ISBN 966-603-178-7.
- Зарубіжна транспортна географія : навчальний посібник / уклад. : Петрашевський О. Л. и др. — К. : Національний транспортний університет, 2015. — 95 с. — ISBN 978-966-632-227-5.
- Книш М. М., Мамчур О. І. Регіональна економічна і соціальна географія світу (Латинська Америка та Карибські країни, Африка, Азія, Океанія) : навч. посіб. — Л. : ЛНУ ім. Івана Франка, 2013. — 368 с. — ISBN 978-617-10-0007-0.
- Кузик С. П., Книш М. М. Економічна і соціальна географія країн Америки : навч. посіб. — Л. : ЛНУ ім. Івана Франка, 1999. — 299 с. — ISBN 966-613-026-2.
- Юрківський В. М. Регіональна економічна і соціальна географія. Зарубіжні країни : Підручник. — К. : Либідь, 2001. — 416 с. — ISBN 966-06-0092-5.

### Англійською
- (англ.) Modern Transport Geography / Hoyle, B. and R. Knowles (eds). — Second Edition,. — London : Wiley, 1998.
- (англ.) Rodrigue, J-P. The Geography of Transport Systems. — Fourth Edition. — N. Y. : Routledge, 2017. — 440 с. — ISBN 978-1138669574.
- (англ.) Taaffe E. J., Gauthier H. L. and O'Kelly M. E. Geography of transportation. — Second Edition. — N. Y. : Prentice Hall, 1996. — ISBN 0-13-368572-1.
- (англ.) Black, W. Transportation: A Geographical Analysis. — N. Y. : Guilford, 2003.

### Російською
- (рос.) Тринидад и Тобаго // Латинская Америка. Энциклопедический справочник [в 2-х тт.] / Главный редактор В. В. Вольский. — М. : Советская энциклопедия, 1982. — Т. 2. К-Я. — С. 487.
- (рос.) Максаковский В. П. Географическая картина мира. Книга I: Общая характеристика мира. — М. : Дрофа, 2008. — 495 с. — ISBN 978-5-358-05275-8.
- (рос.) Максаковский В. П. Географическая картина мира. Книга II: Региональная характеристика мира. — М. : Дрофа, 2009. — 480 с. — ISBN 978-5-358-06280-1.
- (рос.) Физико-географический атлас мира. — М. : Академия наук СССР и главное управление геодезии и картографии ГГК СССР, 1964. — 298 с.
- (рос.) Шаповал Н. С. Транспортная география и транспортные системы мира : учебное пособие. — К. : Центр учбової літератури, 2006. — 188 с. — ISBN 000-0000-00-4.
- (рос.) Экономическая, социальная и политическая география мира. Регионы и страны / под ред. С. Б. Лаврова, Н. В. Каледина. — М. : Гардарики, 2002. — 928 с. — ISBN 5-8297-0039-5.
- (рос.) Энциклопедия стран мира / глав. ред. Н. А. Симония. — М. : НПО «Экономика» РАН, отделение общественных наук, 2004. — 1319 с. — ISBN 5-282-02318-0.